# Naughty Dog
Naughty Dog (мала назву Jam Software до перейменування у 1989 році) — американська приватна компанія, що спеціалізується на розробці відеоігор. Заснована у 1984 році. Штаб-квартира розташована в США, в місті Санта-Моніка. Дочірня компанія Sony Computer Entertainment.

## Історія
Студія була заснована у 1984 році Енді Ґевіном (англ. Andy Gavin) і Джейсоном Рубіном (англ. Jason Rubin), тоді вона називалась Jam Software. За словами самих засновників компанії в той час вони працювали над іграми в своєму гаражі. Компанія була перейменована у Naughty Dog у 1989 році. Відомою команда стала, випустивши першу гру з серії Crash Bandicoot. Студією було розроблено 4 гри серії: Crash Bandicoot, Crash Bandicoot 2: Cortex Strikes Back, Crash Bandicoot 3: Warped і Crash Team Racing. Всі ці ігри вийшли ексклюзивно для консолі PlayStation.
У 2001 році студія Naughty Dog була придбана Sony Computer Entertainment для розробки ексклюзивних ігор для консолей компанії.
Після придбання компанії корпорацією Sony Computer Entertainment Naughty Dog почали роботу над грою Jak and Daxter: The Prescursor Legacy, яка була вперше продемонстрована на виставці E3 в травні 2001 року і вийшла в світ в тому ж році для консолі PlayStation 2. Наступними іграми серії Jak and Daxter, розробленими студією, були: Jak II, Jak 3 і Jak X: Combat Racing. Всі чотири гри серії входять до золотого фонду ігор для приставки PlayStation 2.
Наступні ігри студії розроблялися вже для консолі PlayStation 3. Цими іграми стали: Uncharted: Drake's Fortune, що вийшла в світ у кінці 2007 року, а потім і друга гра серії про пригоди Натана Дрейка (англ. Nathan Drake) — Uncharted 2: Among Thieves, що вийшла восени 2009 року. Третя частина гри Uncharted 3: Drake's Deception вийшла 1 листопада 2011 року.

## Розроблені відеоігри
| Назва                                  | Рік випуску | Платформа       | Примітки |
| -------------------------------------- | ----------- | --------------- | --- |
| Keef the Thief                         | 1989        | Apple IIGS      | |
| Rings of Power                         | 1991        | Sega Mega Drive | |
| Way of the Warrior                     | 1994        | 3DO             | |
| Crash Bandicoot                        | 1996        | PlayStation     | |
| Crash Bandicoot 2: Cortex Strikes Back | 1997        | PlayStation     | |
| Crash Bandicoot 3: Warped              | 1998        | PlayStation     | |
| Crash Team Racing                      | 1999        | PlayStation     | |
| Jak and Daxter: The Precursor Legacy   | 2001        | PlayStation 2   | Перша гра, що вийшла після придбання студії компанією Sony                                                         |
| Jak II                                 | 2003        | PlayStation 2   | |
| Jak 3                                  | 2004        | PlayStation 2   | |
| Jak X: Combat Racing                   | 2005        | PlayStation 2   | |
| Uncharted: Drake's Fortune             | 2007        | PlayStation 3   | Виграла номінації «Найкраща стелс-екшен гра 2007 року» і «Найкраща гра для Playstation 3 2007 року» за версією IGN |
| Uncharted 2: Among Thieves             | 2009        | PlayStation 3   | Виграла велику кількість нагород у номінації «Найкраща гра 2009 року»                                              |
| Uncharted 3: Drake's Deception         | 2011        | PlayStation 3   | |
| The Last of Us                         | 2013        | PlayStation 3   | |
| The Last of Us Remastered              | 2014        | PlayStation 4   | Перевидання гри The Last of Us для PlayStation 4                                                                   |
| Uncharted 4: A Thief's End             | 2016        | PlayStation 4   | |
| Uncharted: The Lost Legacy             | 2017        | PlayStation 4   | Остання гра з серії Uncharted                                                                                      |
| The Last of Us Part II                 | 2020        | PlayStation 4   | |